# Arquitectura monolítica

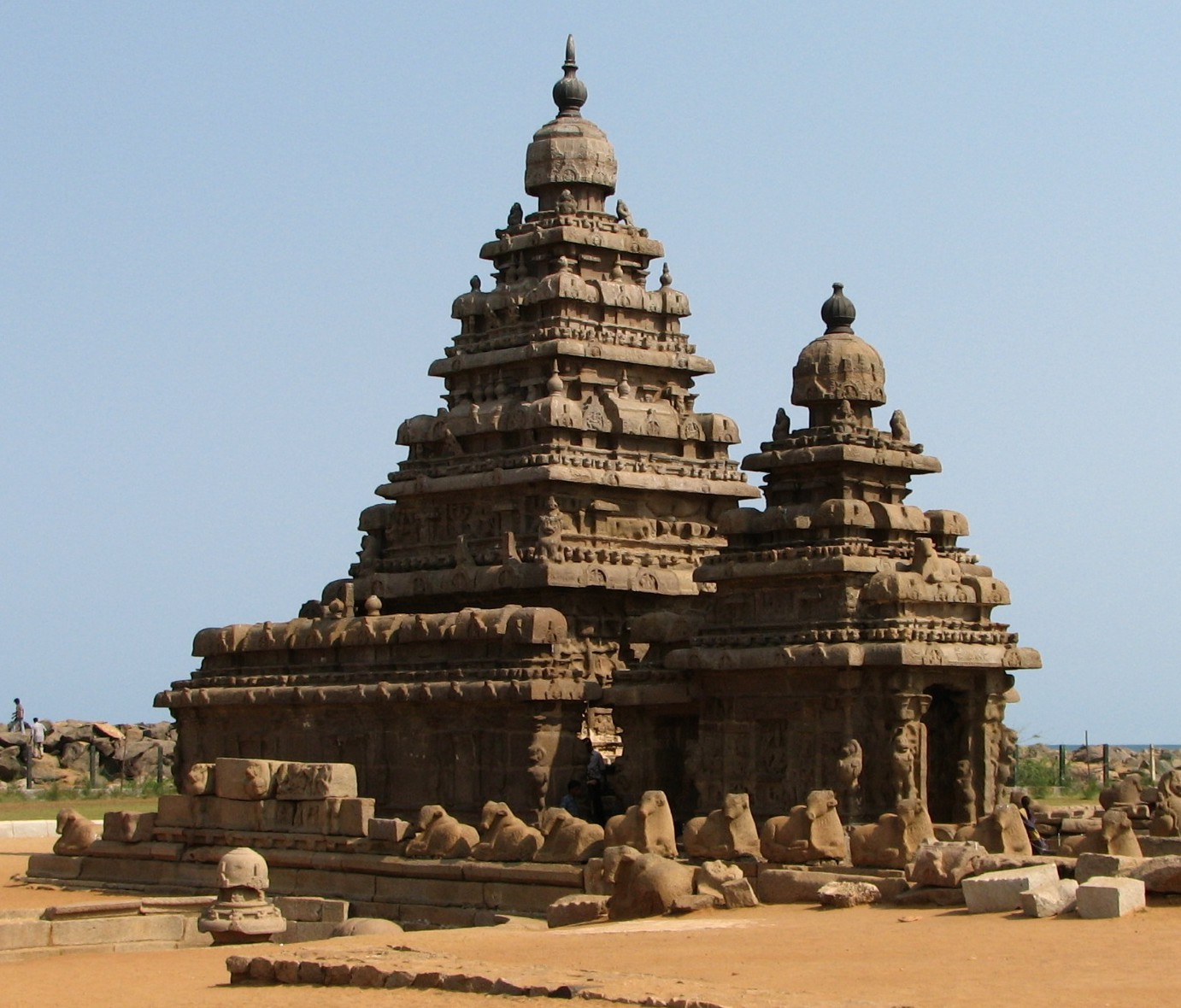
Pancha Rathas, (Mahabalipuram) en India. Templo monolítico de finales del.

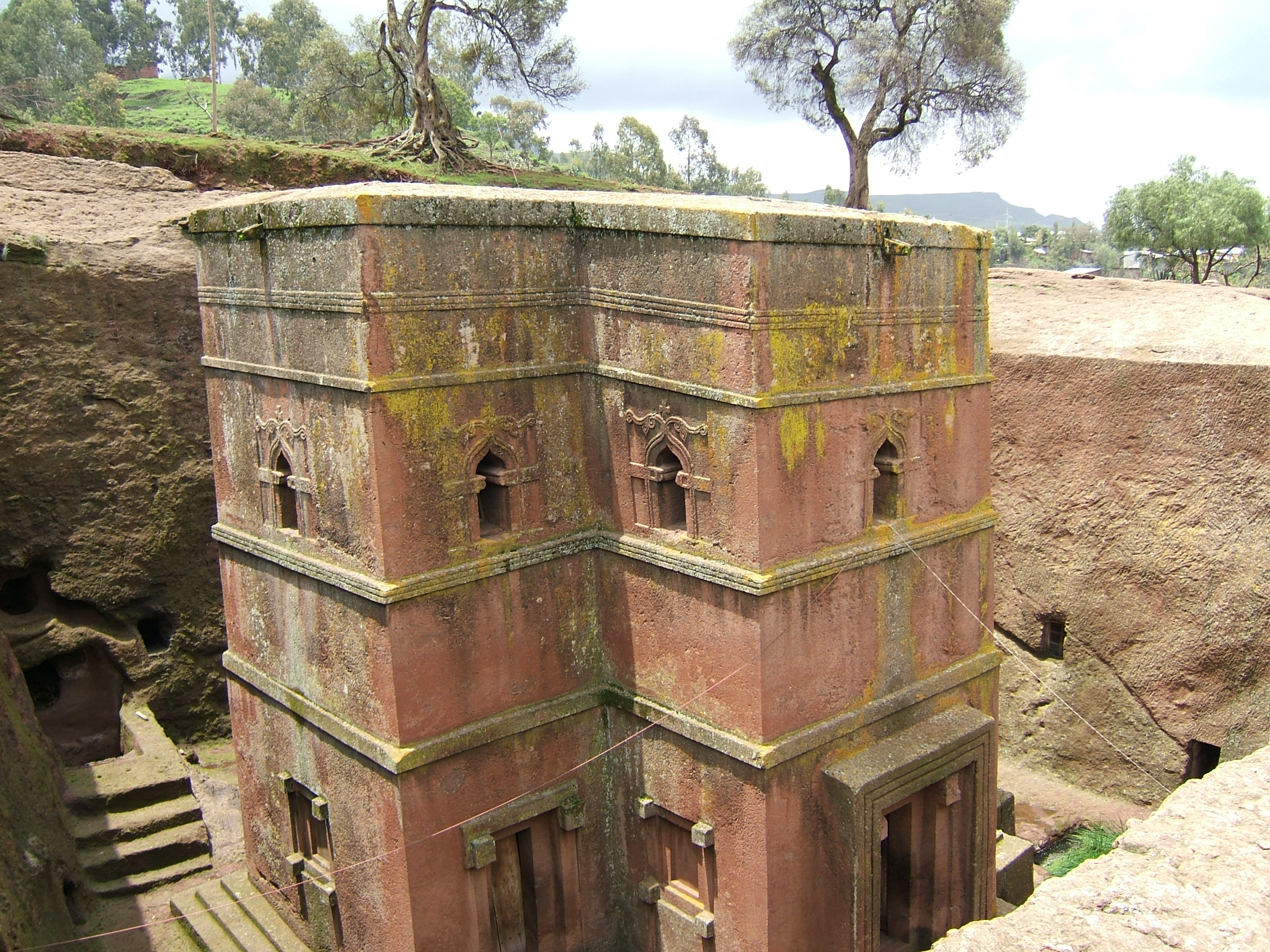
Iglesia Biet Ghiorgis en Lalibela, Etiopía.

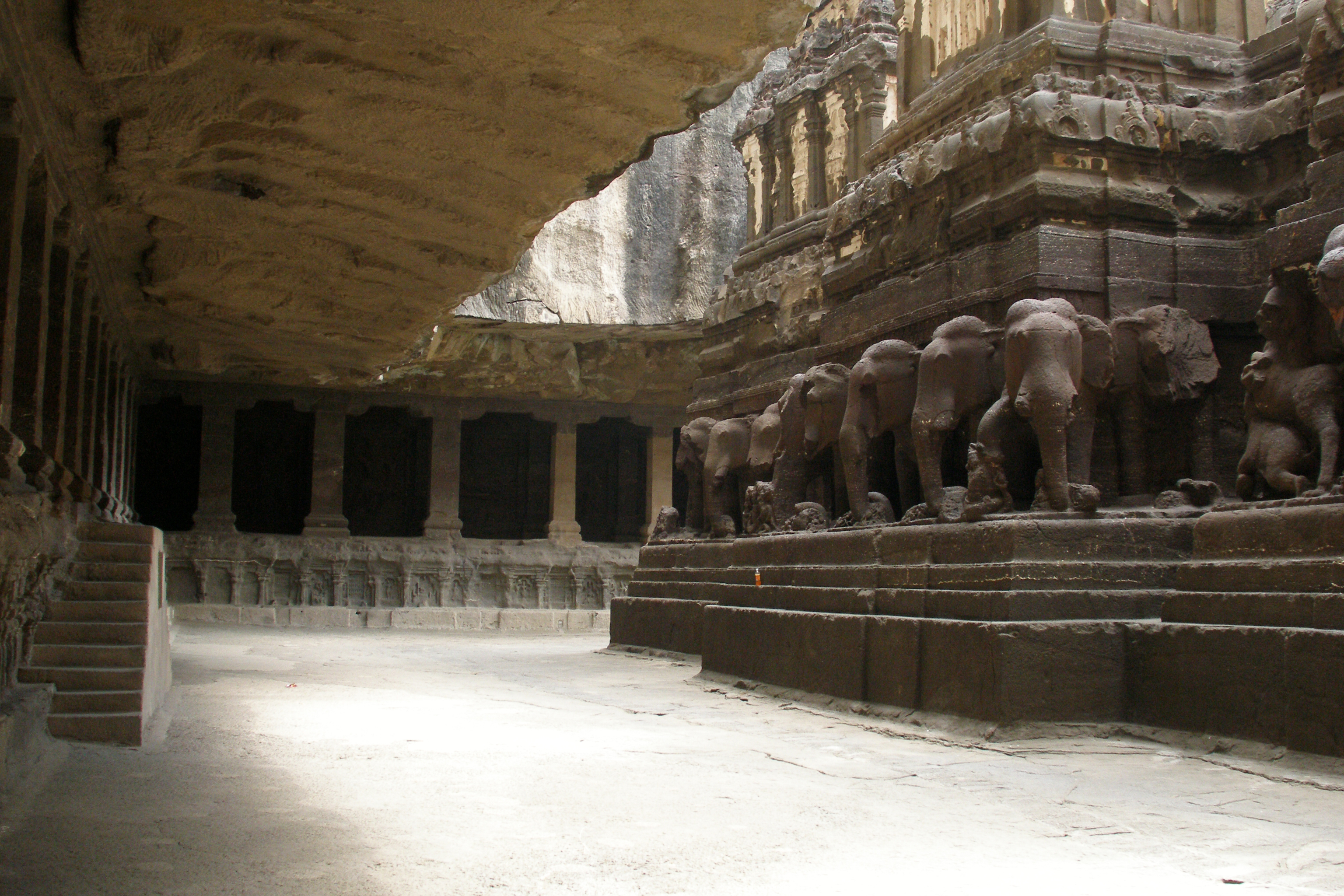
El Templo de Kailāsanātha (Ellora) en India.

La Arquitectura monolítica es el tipo de construcción en el cual el edificio es esculpido o excavado en un único bloque de material pétreo.  
Ejemplos de edificaciones monolíticas son las iglesias talladas en la roca de Lalibela, Etiopía, o el Pancha Rathas en India.

## Elementos arquitectónicos monolíticos
El monolito prehistórico es la forma más simple de elemento arquitectónico monolítico. Los obeliscos del Antiguo Egipto son también elementos simbólicos mejor elaborados.
Un ejemplo antiguo de bóveda monolítica sería la existente en el Mausoleo de Teodorico en Rávena, Italia, que está tallada en un solo bloque de piedra.
También se pueden considerar monolíticas algunas partes de edificaciones cuyo material estructrual (generalmente hormigón) se ha vertido en un gran molde conformando un solo bloque. El ejemplo más complejo lo representaría la bóveda monolítica, donde el material se vierte en un encofrado y se convierte en una sólida estructura.